# Животовский, Денис Михайлович
Денис Михайлович Животовский (род. 28 августа 1984, Ленинград, РСФСР, СССР, более известный под псевдонимом [DENVER]) — российский музыкант, автор песен, вокалист и бас-гитарист, один из двух основателей и бессменных участников метал-группы [AMATORY].

## Биография
Денис Животовский родился и вырос в Ленинграде, в районе Купчино — самом большом спальном районе, приобретшем статус «криминального» после распада СССР и считающимся «городом в городе» из-за большого расстояния от центра Петербурга и отрезанности от остальных районов двумя железными дорогами.
С раннего детства играл в футбол и хоккей. В девять лет стал заниматься в футбольной секции при районном клубе «Старт», где в течение пяти лет отыграл левым нападающим в основном составе.
Интерес к музыке ему привила старшая сестра, слушавшая Алису, Аквариум и Кино. В десять лет Денис переключился на более тяжелый уровень музыки, когда его друг дал ему на время послушать кассету с группой Sepultura. В итоге он начал все больше и больше слушать подобных групп, включая Pantera и Metallica. В 1998-м году он с семьей переехал в новую квартиру и там нашёл оставленную бывшими жильцами гитару. Спустя пару месяцев он познакомился с Даниилом Светловым, жившим в том же доме, но в другом подъезде.
Группу [AMATORY] Денис вместе с Даниилом Светловым и Евгением Потехиным начал создавать ещё в 1998 году, расширяя со временем состав и технические возможности. Занял Денис бас-гитару и вокал, при чём не имея особых вокальных навыков, у Дениса неплохо получалось петь и особенно у него здорово получался гроулинг и скриминг, хотя до ухода Евгения Потехина Денис занимал пока только бэк-вокал (потому что PJ пел лучше и рычать у него получилось с самой первой репетиции). Примерно с 2001 до 2004 года (после ухода PJ’я и до прихода в группу [IGOR]'я) отвечал в основном за экстремальный вокал. Стоит отметить, что во втором альбоме «Неизбежность» (2004) его гроулинг очень тяжело отличить от гроулинга Игоря. В отличие от Игоря, свой экстрим-вокал Денис не пытался сделать ярче своими оттенками выражения лица, он и без этого звучал достаточно жестко и сыро. Самый сырой его крик и самая мелодичная эмоциональная кантилена у [DENVER]'a удалась лишь во время записи третьего альбома «Книга мертвых», в 2006 году. С начала 2008 года, когда группа [AMATORY] начала записывать свой четвёртый альбом «VII», Денис Животовский переключился на харш, а петь стал реже. Изредка его альтернативный гроул можно было услышать на некоторых треках из альбома «Инстинкт обреченных» 2010 года. С момента возрождения, то есть с 2015 года, [DENVER] и вовсе отвернулся от микрофона, изредка подпевая басом.
Первоначально у Дениса было желание играть на гитаре, но он был в этом деле неопытен, да и самой электрогитары у него не было. Первые варианты электрогитары марки Fender стоили по 19 тысяч рублей. Денису такая цена не нравилась, но не переставая искать выгодный товар, через друзей он узнал, что у Самоделкина можно было купить электрогитару за маленькую цену. Эта электрогитара была марки «Урал», собрана и продана всего за 300 рублей. Но потом, когда [AMATORY] нужен был басист, решил переключиться на бас (потому что на гитаре особо играть он не умел, не знал тогда, что для нужного звука требовался дисторшн и искать нормального басиста уже не хватало времени). С приобретением баса у Дениса тоже возникли трудности, однако ему снова попалась удача, у одного его знакомого распалась панк-группа и басист продал Денису бас-гитару за те же 300 рублей, которые он потратил на гитару. С тех пор [DENVER] является постоянным бас-гитаристом группы [AMATORY].
В 2016 году [DENVER] вместе со своей группой активно занимался над созданием нового EP «Огонь», хотя первоначально данный альбом планировали записать и выпустить в 2017 году.
В 2017 году вместе с группой [AMATORY] отыграл концерт на всероссийском рок-фестивале «Нашествие».
С 2017 года [DENVER] и [AMATORY] ведут активную концертную деятельность, изредка выпуская некоторые совместные треки, абсолютно в разных стилях и направлениях.
В 2021 году воссоединился со старым составом AMATORY, ныне АУТКАСТ (Игос, Алекс, Рубановский) для совместного выступления на юбилейном концерте AMATORY. Также он упрашивал выступить на этом концерте Вячеслава Соколова, на что получил отказ.

## Факты
- Учился в вузе СПбГУКиТ с 2001 года по 2006 год.
- Денис Животовский — левша, однако большинство действии (в том числе и игру на гитаре) делает правой рукой. Во время интервью журналист ему сказал, что он вообще амбидекстр, потому что некоторые действия ему удобно делать обеими руками (например, Денис спокойно может писать и правой, и левой рукой).
- Денис имеет татуировки на ноге, животе и спине. Известно, что татуировку на ноге Денис себе сделал в пятнадцать лет.
- Является автором текстов ко всем песням из альбома «Вечно прячется судьба» (2003), к трем песням из альбома «Неизбежность» (2004) и к нескольким песням альбома «VII» (2008).
- Денис умеет играть на гитаре, барабанах и немного на фортепиано.
- Денис является единственным участником группы, который не участвовал и не участвует в других проектах ([IGOR] участвовал в Choo-Joy, Stigmata и сотрудничал с Jane Air, [ALEX] участвует в Stardown, [STEWART] участвовал в группе «Правда», Stardown, Mafia, Noises и так далее). Однако он сотрудничал вместе со [STEWART]'ом и многими другими участниками известных альтернативных групп (Слот, Stigmata и др.).
- Денис достаточно хорошо знает английский язык, так как учился в школе с углубленным изучением иностранного языка и сам им активно занимался.
- Первоначально Денис хотел быть гитаристом. Его первая электрогитара была сделана и продана всего за 300 рублей[4].
- На бас-гитаре Денис играет с 1999 года.
- Первый его настоящий концерт состоялся 13 апреля 2000 года.

## The Korea
В 2006 году [DENVER] участвовал как приглашенный вокалист в песне «Шесть минут» из альбома «На сломанных крыльях» группы The Korea.

## Дискография

### AMATORY
- 2001 — Demo
- 2002 — Хлеб
- 2003 — Вечно прячется судьба
- 2004 — Неизбежность
- 2006 — Книга мёртвых
- 2006 — Discovery
- 2008 — VII
- 2009 — We Play You Sing Pt. 1
- 2010 — Инстинкт обреченных
- 2010 — We Play You Sing Pt. 2
- 2011 — We Play You Sing Pt. 3
- 2015 — 6
- 2016 — ОГОНЬ (EP)
- 2017 — Сейчас или никогда (радиосингл)
- 2017 — Думать Дважды (Animal ДжаZ Cover)
- 2018 — Getter (две версии: Original Version и Rock Version)
- 2019 — DOOM
- 2023 — ВПС 2023

### THE KOREA
- 2006 — Шесть минут (из альбома «На Сломанных Крыльях»)

### Stardown
- 2010/11 — Pray For Nothing (из альбома Venom)
- 2010/11 — Angel (внеальбомный)

### Видеоклипы
- 2004 — Осколки (неофициальный клип)
- 2005 — Черно-белые дни
- 2006 — Преступление против времени
- 2006 — Преступление против времени (альтернативная версия)
- 2007 — Эффект бабочки (неофициальный клип)
- 2008 — В глазах твоя жизнь (неофициальный клип)
- 2008 — Спарта (неофициальный клип)
- 2008 — Дыши со мной
- 2009 — Багровый рассвет
- 2010 — Сквозь закрытые веки
- 2011 — Стеклянные люди
- 2011 — Осколки 2.011
- 2015 — Остановить время
- 2016 — 15/03
- 2016 — Первый
- 2019 — Звёздная грязь
- 2021 — Снег в аду 2.021

### Книги
Алексей Кузовлев. Черно-белые дни. Вся правда о группе [Amatory]. — СПб.: Амфора, 2010. — 512 с. — (Дискография). — 3000 экз. — ISBN 978-5-367-01300-1.